# Lee (famiglia)

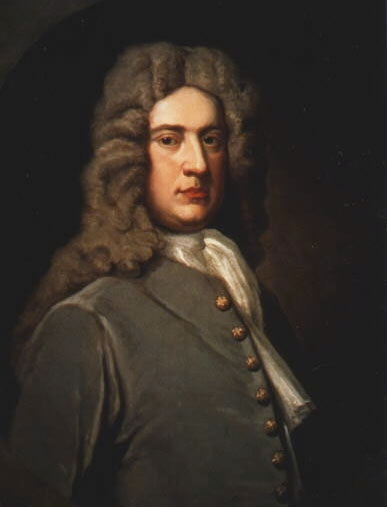
Il colonnello Richard Lee I "the Immigrant", fondatore della famiglia Lee in Nord America

La famiglia Lee degli Stati Uniti è una delle più importanti e storicamente significative delle colonie di Virginia e Maryland, i cui membri si occuparono prevalentemente di faccende militari e politiche. La famiglia divenne una delle più importanti casate coloniali del Nord America inglese quando Richard Lee I ("The Immigrant") migrò in Virginia nel 1639 e fece fortuna con la coltivazione e la lavorazione del tabacco.
Tra i membri della famiglia ricordiamo Thomas Lee (1690–1750), uno dei fondatori della Ohio Company e membro della House of Burgesses della Virginia; Francis Lightfoot Lee (1734–1797) e Richard Henry Lee (1732–1794), firmatari della Dichiarazione d'Indipendenza americana; Henry "Light-Horse Harry" Lee (1756–1818), tenente colonnello del Continental Army e Governatore della Virginia; Thomas Sim Lee (1745–1819), Governatore del Maryland e, il più famoso, il generale Robert E. Lee (1807–1870), comandante del Confederate States Army nel corso della Guerra civile americana (1861-1865). Il dodicesimo presidente degli Stati Uniti, Zachary Taylor (1784-1850, in carica nel 1849-1850), ed il nono Chief Justice Edward Douglass White (1845-1921, in carica nel 1894-1921) furono anch'essi discendenti di Richard Lee I. Il presidente confederato Jefferson Davis sposò Sarah Knox Taylor, figlia di Zachary Taylor.
Più recentemente, alcuni membri della famiglia hanno proseguito la secolare vocazione della famiglia Lee per la politica, come ad esempio Blair Lee III (1916-1985), discendente di Richard Henry Lee, che fu vicegovernatore del Maryland dal 1971 al 1979 e governatore provvisorio del Maryland nel 1978–1979. Charles Carter Lee, discendente di Henry Lee III e giudice della corte della contea di Los Angeles, in California, venne nominato capo missione della rappresentanza statunitense alle olimpiadi di Pechino.

## Storia

### Le origini

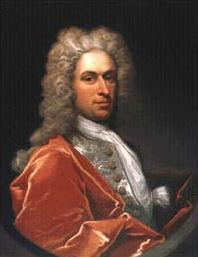
Thomas Lee (1690–1750), colono della Virginia e co-fondatore della Ohio Company.

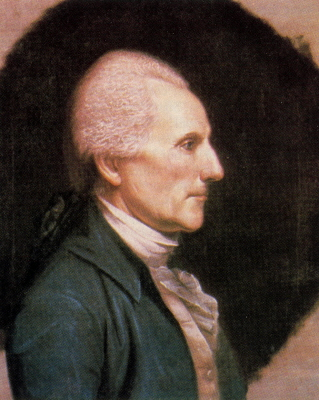
Richard Henry Lee, (1732–1794), fu tra i firmatari della dichiarazione d'indipendenza degli Stati Uniti e fu presidente del congresso continentale.

Richard Lee era discendente della famiglia Lee dello Shropshire e pertanto assunse lo stemma di questa famiglia (come confermato nel 1660/1 da John Gibbon, Bluemantle Pursuivant del College of Arms). Nel 1988, uno studio di William Thorndal pubblicato su National Genealogical Society Quarterly, diede prova che Richard Lee I era in realtà figlio di John Lee, produttore di vestiti, e di sua moglie Jane Hancock; che Richard non era nato a Coton Hall nello Shropshire, ma a Worcester (a breve distanza dal fiume Severn). Lo storico Alan Nicholls ha provato a dimostrare tale discendenza nella sua opera Collections for the Ancestry of Colonel Richard Lee, Virginia Emigrant evidenziando come i parenti di Richard Lee fossero effettivamente dei commercianti, ma particolarmente ricchi, pur vivendo effettivamente a Worcester, o perlomeno essendo provenienti da quella città. L'equivoco sarebbe nato da un prozio di Richard, chiamato col suo stesso nome, che venne sepolto a Coton Hall nel 1613.

### In Virginia
Negli Stati Uniti, la famiglia Lee iniziò a svilupparsi grazie all'emigrazione di Richard Lee I in Virginia dall'originaria Inghilterra in cerca di fortuna. I Lee ottennero le prime posizioni di rilievo con Thomas Lee (1690-1750), che divenne membro della House of Burgesses e fu poi tra i fondatori della Ohio Company.

### L'epoca rivoluzionaria

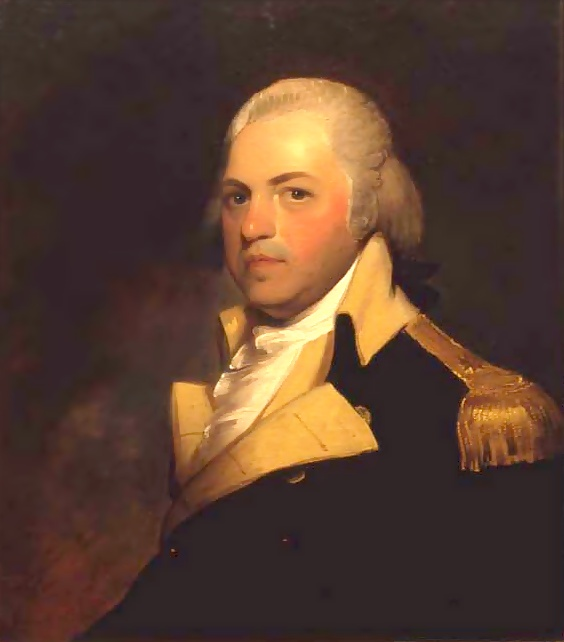
Il generale Henry Lee III, "Light Horse Harry," che prestò servizio anche come governatore della Virginia, e fu padre di Robert E. Lee. (ritratto di William Edward West)

Thomas Lee (1690–1750) sposò Hannah Harrison Ludwell: tra i loro figli (come tra i figli del fratello Henry Lee I), troviamo diversi personaggi chiave e figure politiche preminenti del periodo pre-rivoluzionario e rivoluzionario.
I due primi figli di Thomas e Hannah Lee furono Philip Ludwell Lee (1726–1775) e Hannah Lee (1728–1782).
Thomas Ludwell Lee (1730–1778) fu membro dei delegati della Virginia e tra i principali sostenitori di George Mason e della sua Dichiarazione dei Diritti della virginia (1776), documento precursore della Dichiarazione d'Indipendenza americana, che egli personalmente siglò con i suoi fratelli Richard Henry Lee (1732–1794) e Francis Lightfoot Lee (1734–1797).
Richard Henry Lee fu delegato al Congresso Continentale per la Virginia e presidente di quel corpo nel 1774, prestando poi servizio come presidente del Congresso Continentale sotto i termini degli Articles of Confederation, nonché senatore per la Virginia (1789–1792) sulla base della costituzione degli Stati Uniti.
Tra le sorelle minori vi era Alice Lee (1736–1818), la quale sposò il medico americano William Shippen, Jr. mentre tra i fratelli si contano i diplomatici William Lee (1739 - 1795) e Arthur Lee (1740 - 1792).
Il nipote di Henry Lee, Henry Lee III (1756–1818), noto col soprannome di "Light Horse Harry," si diplomò all'Università di Princeton e si distinse come militare al comando del generale George Washington nelle guerre rivoluzionarie americane, venendo ricompensato (unico ufficiale sotto il grado di generale) con la medaglia d'oro per il suo ruolo avuto nella Battaglia di Paulus Hook nel New Jersey, il 19 agosto 1779. Fu inoltre Governatore della Virginia dal 1791 al 1794. Tra i suoi sei figli vi fu Robert Edward Lee, poi generale per i Confederati durante la guerra civile americana.
I fratelli di Henry Lee III furono Richard Bland Lee, per tre volte membro del Congresso per la Virginia, e Charles Lee (1758–1815), Attorney General of the United States nel 1795–1801.
Thomas Sim Lee, cugino di secondo grado di Henry Lee III, venne eletto Governatore del Maryland nel 1779 e nel 1792 e declinò una terza nomina nel 1798. Giocò un ruolo importante nella nascita del Maryland come stato agli albori della nascita degli Stati Uniti d'America come nazione. Uno dei suoi nipoti fu John Lee Carroll, 37º governatore del Maryland.

### Epoca della guerra civile americana

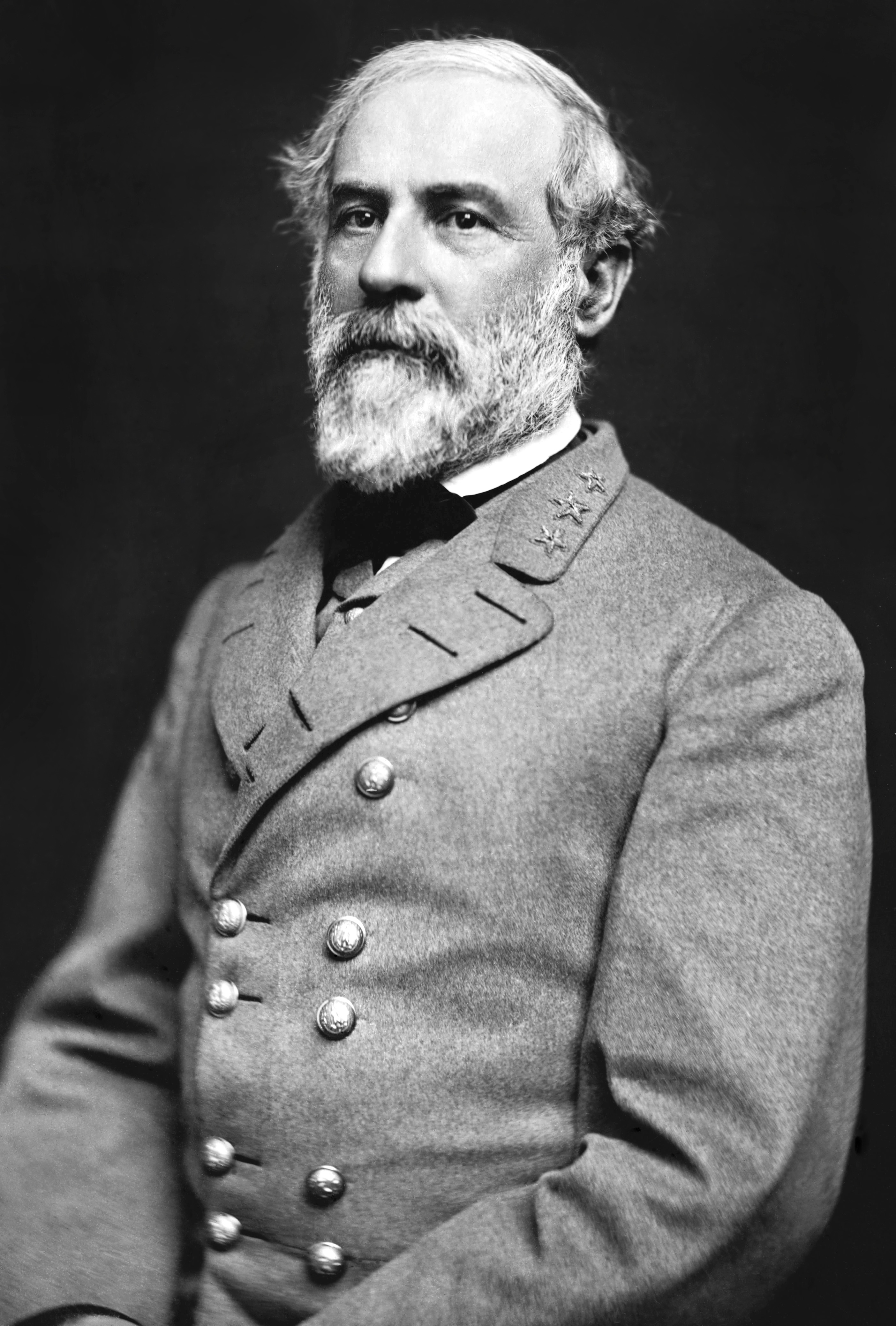
Robert E. Lee, 1863
Ritratto di Julian Vannerson

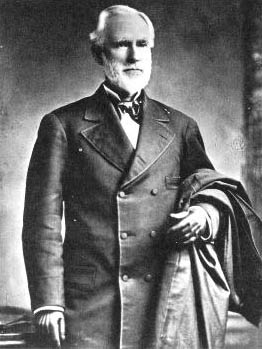
Richard Lucian Page

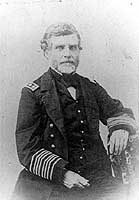
Samuel Phillips Lee, contrammiraglio della marina statunitense

Robert E. Lee (1807–1870), era figlio di Henry Lee III e fu probabilmente il membro più famoso di tutta la famiglia Lee. Fu generale per i Confederati nel corso della guerra civile statunitense e rettore della Washington and Lee University, così denominata in suo onore e di George Washington. La Washington and Lee University ospita ancora oggi la Lee Chapel, luogo di sepoltura di molti membri della famiglia Lee oltre che luogo di conservazione del Lee Family Digital Archive.
Questi sposò Mary Anna Randolph Custis, nipote di Martha Washington e cugina di terzo grado dello stesso Lee tramite Richard Lee II, cugino con William Randolph e Robert Carter I.
Tra i figli di R. E. Lee ricordiamo George Washington Custis Lee e William H. Fitzhugh Lee.
Con la famiglia Lee furono imparentati altri ufficiali generali durante la guerra civile come Fitzhugh Lee (Confederate Army), Samuel Phillips Lee (US Navy); Richard Lucian Page (Confederate Army e Navy); Edwin Gray Lee (Confederate Army), Richard L. T. Beale (Confederate army), Maurice Thompson (Confederate Army) e Will H Thompson (Confederate Army). Altri generali imparentati con la famiglia Lee furono George B. Crittenden (CS) e Thomas Leonidas Crittenden (US) la cui madre Sarah O. Lee era discendente di Richard Lee I, fondatore della casata in America. Un figlio di Thomas Crittenden fu John Jordan Crittenden III, ucciso nella Battaglia di Little Bighorn nel 1876. I Lee erano anche lontani parenti dell'ammiraglio statunitense Willis A. Lee del Kentucky.

### Le ultime generazioni

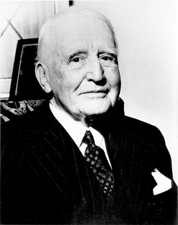
Francis Preston Blair Lee (1857–1944), noto come "Blair Lee," fu senatore statunitense per il Maryland e discendente di Richard Henry Lee.

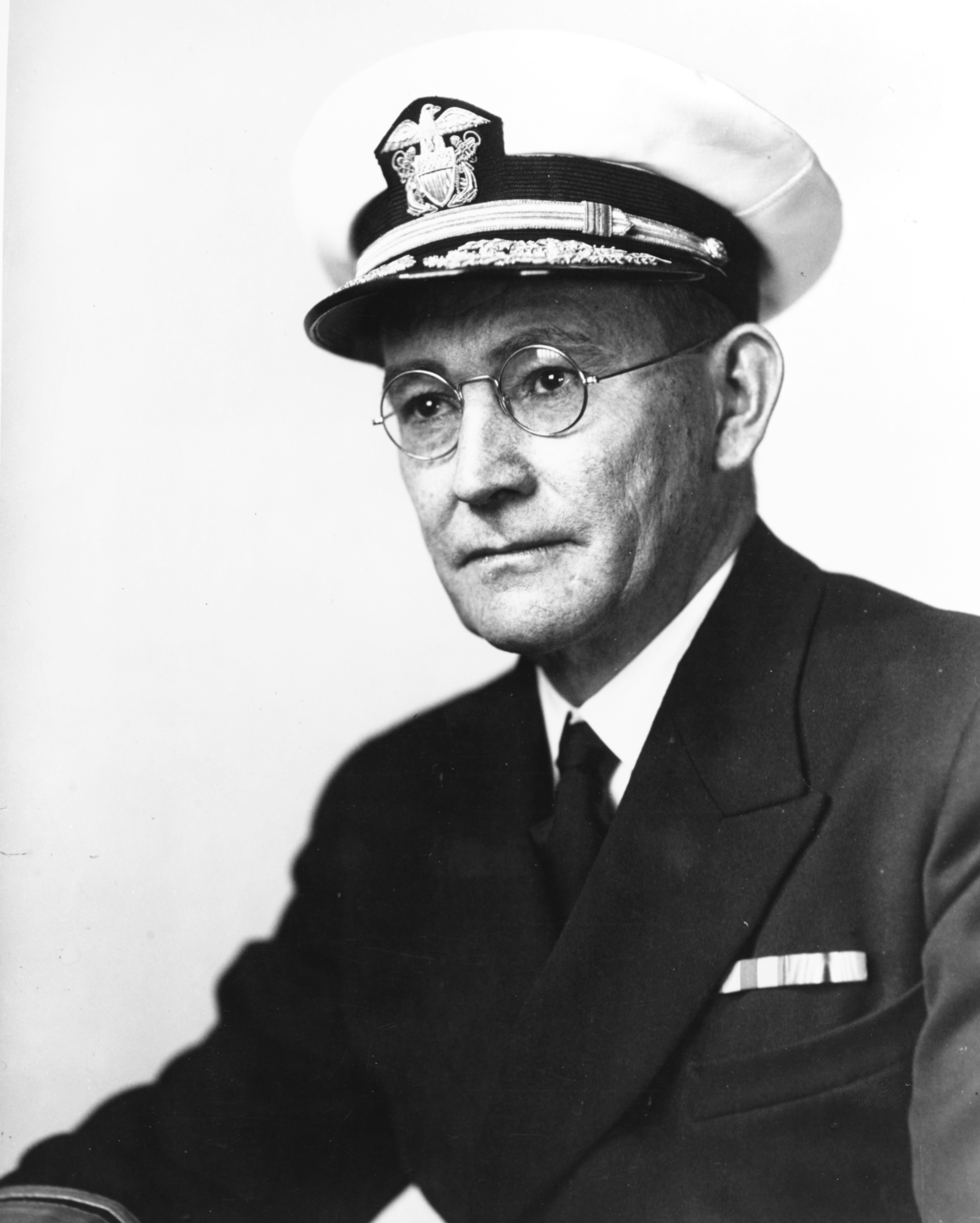
Il contrammiraglio Willis A. Lee, Jr., USN; c. 1942.

Francis Preston Blair Lee (1857–1944) fu un esponente del Partito Democratico statunitense nonché rappresentante dello stato del Maryland dal 1914 al 1917. Egli era discendente del patriota americano Richard Henry Lee, nonché fu padre di E. Brooke Lee e nonno di Blair Lee III, vicegovernatore del Maryland nel 1971–1979 e governatore provvisorio del Maryland nel 1977–1979.
Il giudice Charles Carter Lee, diretto discendente di Henry Lee III (Lighthorse Harry), venne prescelto a rappresentare gli Stati Uniti ai giochi olimpici di Pechino del 2008 come capo missione. Già nel 1984 era stato coinvolto nel comitato olimpico delle olimpiadi estive. La madre di Jacqueline Kennedy Onassis fu Janet Lee e pretendeva di essere membro della famiglia, ma tale legame non è mai stato comprovato.

## Albero genealogico
|              |              |                |                |                          |                          |                                              |                                              |                                                   |                                                   |                                            |                                            |                                              |                                              |                          |                                  |                                                 |                                                 |                                               |                                               |                                                                |                                                                |                                                          |                                                  |                                                             |                                                             |                                   |                                   |                                              |                                              |                                  |                                 |                                                            |                                                            |                                                          |                                               |                                               |                                       |                                       |                          |                     |                     |
|              |              |                |                |                          |                          |                                              |                                              |                                                   |                                                   |                                            |                                            |                                              |                                              |                          |                                  |                                                 |                                                 |                                               |                                               |                                                                |                                                                |                                                          | LEE                                              |                                                             |                                                             |                                   |                                   |                                              |                                              |                                  |                                 |                                                            |                                                            |                                                          |                                               |                                               |                                       |                                       |                          |                     |                     |
|              |              |                |                |                          |                          |                                              |                                              |                                                   |                                                   |                                            |                                            |                                              |                                              |                          |                                  |                                                 |                                                 |                                               |                                               |                                                                |                                                                |                                                          |                                                  |                                                             |                                                             |                                   |                                   |                                              |                                              |                                  |                                 |                                                            |                                                            |                                                          |                                               |                                               |                                       |                                       |                          |                     |                     |
|              |              |                |                |                          |                          |                                              |                                              |                                                   |                                                   |                                            |                                            |                                              |                                              |                          |                                  |                                                 |                                                 |                                               |                                               |                                                                |                                                                |                                                          |                                                  |                                                             |                                                             |                                   |                                   |                                              |                                              |                                  |                                 |                                                            |                                                            |                                                          |                                               |                                               |                                       |                                       |                          |                     |                     |
|              |              |                |                |                          |                          |                                              |                                              |                                                   |                                                   |                                            |                                            |                                              |                                              |                          |                                  |                                                 |                                                 |                                               |                                               |                                                                |                                                                |                                                          | John 1530-1605                                   |                                                             |                                                             |                                   |                                   |                                              |                                              |                                  |                                 |                                                            |                                                            |                                                          |                                               |                                               |                                       |                                       |                          |                     |                     |
|              |              |                |                |                          |                          |                                              |                                              |                                                   |                                                   |                                            |                                            |                                              |                                              |                          |                                  |                                                 |                                                 |                                               |                                               |                                                                |                                                                |                                                          |                                                  |                                                             |                                                             |                                   |                                   |                                              |                                              |                                  |                                 |                                                            |                                                            |                                                          |                                               |                                               |                                       |                                       |                          |                     |                     |
|              |              |                |                |                          |                          |                                              |                                              |                                                   |                                                   |                                            |                                            |                                              |                                              |                          |                                  |                                                 |                                                 |                                               |                                               |                                                                |                                                                |                                                          |                                                  |                                                             |                                                             |                                   |                                   |                                              |                                              |                                  |                                 |                                                            |                                                            |                                                          |                                               |                                               |                                       |                                       |                          |                     |                     |
|              |              |                |                |                          |                          |                                              |                                              |                                                   |                                                   |                                            |                                            |                                              |                                              |                          |                                  |                                                 |                                                 |                                               |                                               |                                                                |                                                                |                                                          | Richard 1563-1621                                |                                                             |                                                             |                                   |                                   |                                              |                                              |                                  |                                 |                                                            |                                                            |                                                          |                                               |                                               |                                       |                                       |                          |                     |                     |
|              |              |                |                |                          |                          |                                              |                                              |                                                   |                                                   |                                            |                                            |                                              |                                              |                          |                                  |                                                 |                                                 |                                               |                                               |                                                                |                                                                |                                                          |                                                  |                                                             |                                                             |                                   |                                   |                                              |                                              |                                  |                                 |                                                            |                                                            |                                                          |                                               |                                               |                                       |                                       |                          |                     |                     |
|              |              |                |                |                          |                          |                                              |                                              |                                                   |                                                   |                                            |                                            |                                              |                                              |                          |                                  |                                                 |                                                 |                                               |                                               |                                                                |                                                                |                                                          |                                                  |                                                             |                                                             |                                   |                                   |                                              |                                              |                                  |                                 |                                                            |                                                            |                                                          |                                               |                                               |                                       |                                       |                          |                     |                     |
|              |              |                |                |                          |                          |                                              |                                              |                                                   |                                                   |                                            |                                            |                                              |                                              |                          |                                  |                                                 |                                                 |                                               |                                               |                                                                |                                                                |                                                          | John 1588-1630                                   |                                                             |                                                             |                                   |                                   |                                              |                                              |                                  |                                 |                                                            |                                                            |                                                          |                                               |                                               |                                       |                                       |                          |                     |                     |
|              |              |                |                |                          |                          |                                              |                                              |                                                   |                                                   |                                            |                                            |                                              |                                              |                          |                                  |                                                 |                                                 |                                               |                                               |                                                                |                                                                |                                                          |                                                  |                                                             |                                                             |                                   |                                   |                                              |                                              |                                  |                                 |                                                            |                                                            |                                                          |                                               |                                               |                                       |                                       |                          |                     |                     |
|              |              |                |                |                          |                          |                                              |                                              |                                                   |                                                   |                                            |                                            |                                              |                                              |                          |                                  |                                                 |                                                 |                                               |                                               |                                                                |                                                                |                                                          |                                                  |                                                             |                                                             |                                   |                                   |                                              |                                              |                                  |                                 |                                                            |                                                            |                                                          |                                               |                                               |                                       |                                       |                          |                     |                     |
|              |              |                |                |                          |                          |                                              |                                              |                                                   |                                                   |                                            |                                            |                                              |                                              |                          |                                  |                                                 |                                                 |                                               |                                               |                                                                |                                                                |                                                          | Richard I 1617-1664 ⚭ Anne Constable             |                                                             |                                                             |                                   |                                   |                                              |                                              |                                  |                                 |                                                            |                                                            |                                                          |                                               |                                               |                                       |                                       |                          |                     |                     |
|              |              |                |                |                          |                          |                                              |                                              |                                                   |                                                   |                                            |                                            |                                              |                                              |                          |                                  |                                                 |                                                 |                                               |                                               |                                                                |                                                                |                                                          |                                                  |                                                             |                                                             |                                   |                                   |                                              |                                              |                                  |                                 |                                                            |                                                            |                                                          |                                               |                                               |                                       |                                       |                          |                     |                     |
|              |              |                |                |                          |                          |                                              |                                              |                                                   |                                                   |                                            |                                            |                                              |                                              |                          |                                  |                                                 |                                                 |                                               |                                               |                                                                |                                                                |                                                          |                                                  |                                                             |                                                             |                                   |                                   |                                              |                                              |                                  |                                 |                                                            |                                                            |                                                          |                                               |                                               |                                       |                                       |                          |                     |                     |
|              |              |                |                |                          |                          |                                              |                                              |                                                   |                                                   |                                            |                                            |                                              |                                              | John 1643-1673           | John 1643-1673                   | Richard II 1647-1715 ⚭ Laetitia Corbin          | Richard II 1647-1715 ⚭ Laetitia Corbin          | Francis 1648-1714                             | Francis 1648-1714                             | Henry 1650-1696                                                | Henry 1650-1696                                                | William 1651-1696 ⚭ Alice Felton                         | William 1651-1696 ⚭ Alice Felton                 | Hancock 1653-1709 ⚭ Mary Kendall ⚭ Sarah Elizabeth Allerton | Hancock 1653-1709 ⚭ Mary Kendall ⚭ Sarah Elizabeth Allerton | Anne 1654-1701 ⚭ Thomas Youell Jr | Anne 1654-1701 ⚭ Thomas Youell Jr | Charles Sr 1655-1701 ⚭ Elizabeth Medstand    | Charles Sr 1655-1701 ⚭ Elizabeth Medstand    | Anne 1655-1655                   | Anne 1655-1655                  | Elizabeth 1654-1714 ⚭ Leonard Howson Sr ⚭ John Turberville | Elizabeth 1654-1714 ⚭ Leonard Howson Sr ⚭ John Turberville |                                                          |                                               |                                               |                                       |                                       |                          |                     |                     |
|              |              |                |                |                          |                          |                                              |                                              |                                                   |                                                   |                                            |                                            |                                              |                                              |                          |                                  |                                                 |                                                 |                                               |                                               |                                                                |                                                                |                                                          |                                                  |                                                             |                                                             |                                   |                                   |                                              |                                              |                                  |                                 |                                                            |                                                            |                                                          |                                               |                                               |                                       |                                       |                          |                     |                     |
|              |              |                |                |                          |                          |                                              |                                              |                                                   |                                                   |                                            |                                            |                                              |                                              |                          |                                  |                                                 |                                                 |                                               |                                               |                                                                |                                                                |                                                          |                                                  |                                                             |                                                             |                                   |                                   |                                              |                                              |                                  |                                 |                                                            |                                                            |                                                          |                                               |                                               |                                       |                                       |                          |                     |                     |
|              |              |                |                | John 1678-1679           | John 1678-1679           | Richard III 1679-1718 ⚭ Martha Silk          | Richard III 1679-1718 ⚭ Martha Silk          | Philip Sr 1681-1744 ⚭ Sarah Brooke ⚭ Barbara Dent | Philip Sr 1681-1744 ⚭ Sarah Brooke ⚭ Barbara Dent | Thomas 1690-1750 ⚭ Hannah Harrison Ludwell | Thomas 1690-1750 ⚭ Hannah Harrison Ludwell |                                              |                                              |                          | Francis 1685-1754 ⚭ Mary Barnell | Francis 1685-1754 ⚭ Mary Barnell                |                                                 |                                               |                                               |                                                                | Ann 1683-1732 ⚭ William Fitzhugh Jr ⚭ Daniel McCarthy Sr       | Ann 1683-1732 ⚭ William Fitzhugh Jr ⚭ Daniel McCarthy Sr |                                                  |                                                             |                                                             |                                   | Henry I 1691-1747 ⚭ Mary Bland    | Henry I 1691-1747 ⚭ Mary Bland               | Arthur 1693-1756 ⚭ Sherrad                   | Arthur 1693-1756 ⚭ Sherrad       |                                 |                                                            |                                                            |                                                          |                                               |                                               |                                       |                                       |                          |                     |                     |
|              |              |                |                |                          |                          |                                              |                                              |                                                   |                                                   |                                            |                                            |                                              |                                              |                          |                                  |                                                 |                                                 |                                               |                                               |                                                                |                                                                |                                                          |                                                  |                                                             |                                                             |                                   |                                   |                                              |                                              |                                  |                                 |                                                            |                                                            |                                                          |                                               |                                               |                                       |                                       |                          |                     |                     |
|              |              |                |                |                          |                          |                                              |                                              |                                                   |                                                   |                                            |                                            |                                              |                                              |                          |                                  |                                                 |                                                 |                                               |                                               |                                                                |                                                                |                                                          |                                                  |                                                             |                                                             |                                   |                                   |                                              |                                              |                                  |                                 |                                                            |                                                            |                                                          |                                               |                                               |                                       |                                       |                          |                     |                     |
| Richard 1723 | Richard 1723 | John 1728-1782 | John 1728-1782 | Thomas Ludwell 1730-1778 | Thomas Ludwell 1730-1778 | Francis Lightfoot 1734-1797 ⚭ Rebecca Taylor | Francis Lightfoot 1734-1797 ⚭ Rebecca Taylor | William 1737-1795                                 | William 1737-1795                                 | Artur 1740-1792                            | Artur 1740-1792                            | Philip Ludwell 1726-1775 ⚭ Elisabeth Steptoe | Philip Ludwell 1726-1775 ⚭ Elisabeth Steptoe | Hannah Ludwell 1729-1782 | Hannah Ludwell 1729-1782         | Richard Henry 1732-1794 ⚭ Anne Gaskins Pinckard | Richard Henry 1732-1794 ⚭ Anne Gaskins Pinckard | Alice 1736-1817                               | Alice 1736-1817                               | James 1739                                                     | James 1739                                                     |                                                          | Richard Squire 1726-1795 ⚭ Sarah Bland Poythress | Richard Squire 1726-1795 ⚭ Sarah Bland Poythress            | Laetitia 1730-1788 ⚭ William Ball                           | Laetitia 1730-1788 ⚭ William Ball | John 1724-1767 ⚭ Mary Smith Ball  | John 1724-1767 ⚭ Mary Smith Ball             | Henry II 1730-1787 ⚭ Lucy Grymes             | Henry II 1730-1787 ⚭ Lucy Grymes | Anne 1732 ⚭ William Fitzhugh Sr | Anne 1732 ⚭ William Fitzhugh Sr                            |                                                            |                                                          |                                               |                                               |                                       |                                       |                          |                     |                     |
|              |              |                |                |                          |                          |                                              |                                              |                                                   |                                                   |                                            |                                            |                                              |                                              |                          |                                  |                                                 |                                                 |                                               |                                               |                                                                |                                                                |                                                          |                                                  |                                                             |                                                             |                                   |                                   |                                              |                                              |                                  |                                 |                                                            |                                                            |                                                          |                                               |                                               |                                       |                                       |                          |                     |                     |
|              |              |                |                |                          |                          |                                              |                                              |                                                   |                                                   |                                            |                                            |                                              |                                              |                          |                                  |                                                 |                                                 |                                               |                                               |                                                                |                                                                |                                                          |                                                  |                                                             |                                                             |                                   |                                   |                                              |                                              |                                  |                                 |                                                            |                                                            |                                                          |                                               |                                               |                                       |                                       |                          |                     |                     |
|              |              |                |                |                          |                          |                                              |                                              |                                                   |                                                   |                                            |                                            | Matilda Lee 1766-1790                        | Matilda Lee 1766-1790                        | Sally 1775-1837          | Sally 1775-1837                  | Anne 1770-1804                                  | Anne 1770-1804                                  | Francis Lightfoot 1782-1850 ⚭ Jane Fitzgerald | Francis Lightfoot 1782-1850 ⚭ Jane Fitzgerald | Charles 1758-1815 ⚭ Anne Lee ⚭ Margaret Christian Scott Peyton | Charles 1758-1815 ⚭ Anne Lee ⚭ Margaret Christian Scott Peyton | Mary 1764-1827 ⚭ Philip Richard Fendall I                | Mary 1764-1827 ⚭ Philip Richard Fendall I        | Edmund Jennings I 1772-1843 ⚭ Sally Lee                     | Edmund Jennings I 1772-1843 ⚭ Sally Lee                     |                                   |                                   | Anne 1776-1857 ⚭ William Byrs Page Sr        | Anne 1776-1857 ⚭ William Byrs Page Sr        |                                  |                                 |                                                            | Henry III 1756-1818 1 ⚭ Matilda Lee 2 ⚭ Anne Hill Carter   | Henry III 1756-1818 1 ⚭ Matilda Lee 2 ⚭ Anne Hill Carter | Richard Bland I 1761-1827 ⚭ Elizabeth Collins | Richard Bland I 1761-1827 ⚭ Elizabeth Collins | Theodorick 1766-1849 ⚭ Chaterine Hite | Theodorick 1766-1849 ⚭ Chaterine Hite | Lucy 1774-1774           | Lucy 1774-1774      |                     |
|              |              |                |                |                          |                          |                                              |                                              |                                                   |                                                   |                                            |                                            |                                              |                                              |                          |                                  |                                                 |                                                 |                                               |                                               |                                                                |                                                                |                                                          |                                                  |                                                             |                                                             |                                   |                                   |                                              |                                              |                                  |                                 |                                                            |                                                            |                                                          |                                               |                                               |                                       |                                       |                          |                     |                     |
|              |              |                |                |                          |                          |                                              |                                              |                                                   |                                                   |                                            |                                            |                                              |                                              |                          |                                  |                                                 |                                                 |                                               |                                               |                                                                |                                                                |                                                          |                                                  |                                                             |                                                             |                                   |                                   |                                              |                                              |                                  |                                 |                                                            |                                                            |                                                          |                                               |                                               |                                       |                                       |                          |                     |                     |
|              |              |                |                |                          |                          |                                              |                                              |                                                   |                                                   |                                            |                                            |                                              |                                              |                          |                                  |                                                 |                                                 | Samuel Philips 1812-1897 ⚭ Elizabeth Blair    | Samuel Philips 1812-1897 ⚭ Elizabeth Blair    |                                                                |                                                                |                                                          |                                                  | Edmund Jennings II ⚭ Henrietta Bedinger                     | Edmund Jennings II ⚭ Henrietta Bedinger                     | 1 Philip 1784-1794                | 1 Philip 1784-1794                | 1 Henry IV 1787-1837 ⚭ Anne Robinson McCarty | 1 Henry IV 1787-1837 ⚭ Anne Robinson McCarty | 2 Anne Kinloch 1800-1864         | 2 Anne Kinloch 1800-1864        | 2 Robert Edward 1807-1870 ⚭ Mary Anna Randolph Custis      | 2 Robert Edward 1807-1870 ⚭ Mary Anna Randolph Custis      | 1 Lucy 1786-1860                                         | 1 Lucy 1786-1860                              | 2 Charles Carter 1798-1871                    | 2 Charles Carter 1798-1871            | 2 Sydney Smith 1802-1869              | 2 Sydney Smith 1802-1869 | 2 Mildred 1811-1856 | 2 Mildred 1811-1856 |
|              |              |                |                |                          |                          |                                              |                                              |                                                   |                                                   |                                            |                                            |                                              |                                              |                          |                                  |                                                 |                                                 |                                               |                                               |                                                                |                                                                |                                                          |                                                  |                                                             |                                                             |                                   |                                   |                                              |                                              |                                  |                                 |                                                            |                                                            |                                                          |                                               |                                               |                                       |                                       |                          |                     |                     |
|              |              |                |                |                          |                          |                                              |                                              |                                                   |                                                   |                                            |                                            |                                              |                                              |                          |                                  |                                                 |                                                 |                                               |                                               |                                                                |                                                                |                                                          |                                                  |                                                             |                                                             |                                   |                                   |                                              |                                              |                                  |                                 |                                                            |                                                            |                                                          |                                               |                                               |                                       |                                       |                          |                     |                     |
|              |              |                |                |                          |                          |                                              |                                              |                                                   |                                                   |                                            |                                            |                                              |                                              |                          |                                  |                                                 |                                                 | Francis Preston Blair 1857-1944               | Francis Preston Blair 1857-1944               |                                                                |                                                                |                                                          |                                                  | Edwin Gray 1836-1870                                        | Edwin Gray 1836-1870                                        |                                   |                                   |                                              |                                              |                                  | William H. Fitzhugh             | William H. Fitzhugh                                        | George Washington Custis 1832-1913                         | George Washington Custis 1832-1913                       |                                               |                                               |                                       |                                       |                          |                     |                     |
|              |              |                |                |                          |                          |                                              |                                              |                                                   |                                                   |                                            |                                            |                                              |                                              |                          |                                  |                                                 |                                                 |                                               |                                               |                                                                |                                                                |                                                          |                                                  |                                                             |                                                             |                                   |                                   |                                              |                                              |                                  |                                 |                                                            |                                                            |                                                          |                                               |                                               |                                       |                                       |                          |                     |                     |
|              |              |                |                |                          |                          |                                              |                                              |                                                   |                                                   |                                            |                                            |                                              |                                              |                          |                                  |                                                 |                                                 |                                               |                                               |                                                                |                                                                |                                                          |                                                  |                                                             |                                                             |                                   |                                   |                                              |                                              |                                  |                                 |                                                            |                                                            |                                                          |                                               |                                               |                                       |                                       |                          |                     |                     |
|              |              |                |                |                          |                          |                                              |                                              |                                                   |                                                   |                                            |                                            |                                              |                                              |                          |                                  |                                                 |                                                 | E. Brooke                                     |                                               |                                                                |                                                                |                                                          |                                                  |                                                             |                                                             |                                   |                                   |                                              |                                              |                                  |                                 |                                                            |                                                            |                                                          |                                               |                                               |                                       |                                       |                          |                     |                     |
|              |              |                |                |                          |                          |                                              |                                              |                                                   |                                                   |                                            |                                            |                                              |                                              |                          |                                  |                                                 |                                                 |                                               |                                               |                                                                |                                                                |                                                          |                                                  |                                                             |                                                             |                                   |                                   |                                              |                                              |                                  |                                 |                                                            |                                                            |                                                          |                                               |                                               |                                       |                                       |                          |                     |                     |
|              |              |                |                |                          |                          |                                              |                                              |                                                   |                                                   |                                            |                                            |                                              |                                              |                          |                                  |                                                 |                                                 |                                               |                                               |                                                                |                                                                |                                                          |                                                  |                                                             |                                                             |                                   |                                   |                                              |                                              |                                  |                                 |                                                            |                                                            |                                                          |                                               |                                               |                                       |                                       |                          |                     |                     |
|              |              |                |                |                          |                          |                                              |                                              |                                                   |                                                   |                                            |                                            |                                              |                                              |                          |                                  |                                                 |                                                 | Blair III                                     |                                               |                                                                |                                                                |                                                          |                                                  |                                                             |                                                             |                                   |                                   |                                              |                                              |                                  |                                 |                                                            |                                                            |                                                          |                                               |                                               |                                       |                                       |                          |                     |                     |